# Nassella yaviensis
Nassella yaviensis är en gräsart som beskrevs av Maria Amelia Torres. Nassella yaviensis ingår i släktet nassellor, och familjen gräs. Inga underarter finns listade i Catalogue of Life.